# Phormictopus schepanskii
Phormictopus schepanskii là một loài nhện trong họ Theraphosidae.
Loài này thuộc chi Phormictopus. Phormictopus schepanskii được miêu tả năm 2008 bởi Rudloff.